# John E. Hunt

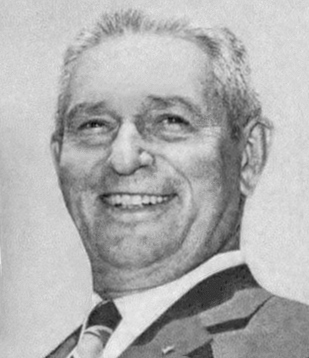
John E. Hunt (1973)

John Edmund Hunt (* 25. November 1908 in Lambertville, Hunterdon County, New Jersey; † 22. September 1989 in Woodbury, New Jersey) war ein US-amerikanischer Politiker. Zwischen 1967 und 1975 vertrat er den Bundesstaat New Jersey im US-Repräsentantenhaus.

## Werdegang
John Hunt besuchte öffentliche Schulen in Pennsylvania und New Jersey. Danach studierte er drei Jahre lang an der Newark Business School. Anschließend setzte er seine Ausbildung im Polizei- und Sicherheitsbereich fort. Er besuchte die Polizeiakademie von New Jersey, die Akademie des FBI und die polizeirechtliche Fakultät der Harvard University. Außerdem war er an der Schule des Armeenachrichtendienstes eingeschrieben. Von 1930 bis 1959 war Hunt kriminalistischer Berater der Polizei von New Jersey. Während des Zweiten Weltkrieges diente er als Nachrichtenoffizier in der United States Army. Bei Kriegsende hatte er es bis zum Major gebracht. Für seine Leistungen im Krieg wurde er mit mehreren Orden ausgezeichnet, darunter der Bronze Star, die Presidential Unit Citation und das Purple Heart. Von 1946 bis 1963 gehörte er als Oberstleutnant im Nachrichtendienst der Reserve der Armee an. Zwischen 1959 und 1963 war er als Sheriff Polizeichef im Gloucester County. Gleichzeitig begann er als Mitglied der Republikanischen Partei eine politische Laufbahn. Im Jahr 1963 wurde er in den Senat von New Jersey gewählt, wo er bis 1966 verblieb.
Bei den Kongresswahlen des Jahres 1966 wurde Hunt im ersten Wahlbezirk von New Jersey in das US-Repräsentantenhaus in Washington, D.C. gewählt, wo er am 3. Januar 1967 die Nachfolge von William T. Cahill antrat. Nach drei Wiederwahlen konnte er bis zum 3. Januar 1975 vier Legislaturperioden im Kongress absolvieren. In dieser Zeit endete der Vietnamkrieg. 1974 erschütterte die Watergate-Affäre das politische Leben in Amerika. Diese Affäre schadete der Republikanischen Partei und ihren Kandidaten bei den Wahlen des Jahres 1974. Auch John Hunt war von diesem Trend betroffen: Er unterlag dem Demokraten James Florio.
Nach dem Ende seiner Zeit im US-Repräsentantenhaus zog sich Hunt aus der Politik zurück. Er starb am 22. September 1989 in Woodbury.